# (3969) Rossi
(3969) Rossi est un astéroïde de la ceinture principale.

## Description
(3969) Rossi est un astéroïde de la ceinture principale. Il fut découvert le 9 octobre 1978 à Naoutchnyï par Lioudmila Jouravliova. Il présente une orbite caractérisée par un demi-grand axe de 2,22 UA, une excentricité de 0,13 et une inclinaison de 2,1° par rapport à l'écliptique.
Il a une période de rotation de 2,889 72 ± 0,000 08 heures et une forme presque sphéroïdale.

## Satellite
Un compagnon lui est trouvé en 2024. Il a une période orbitale de 19,365 ± 0,004 heures. Le rapport de diamètre entre le satellite et l'objet primaire est estimé à 0,28 ± 0,02.

## Compléments